# ゆうわくオフィス恋愛課
『ゆうわくオフィス恋愛課』（ゆうわくオフィスれんあいか）は1998年7月30日にタカラ（現・タカラトミー）から発売されたプレイステーション用ソフト。ジャンルは恋愛シミュレーション。

## 概要
『ときめきメモリアル』型の育成・恋愛シミュレーションゲームで、主人公のステータスを高めつつ、女性キャラクターとのデートや旅行を通じて親密になっていくことがゲームの目的である。多くの恋愛シミュレーションが高校や大学といった学校を舞台としている、または主人公が学生であるのに対して、本作ではトレジアという架空の玩具メーカーを舞台としており、主人公も正社員であるのが特色である。そのため、主人公を始めとしたキャラクターの年齢は多くの恋愛ゲームに比べて比較的高めで、給与やボーナスを使って能力アップを図ったり、プレゼントを購入したり、旅行やデートに行くことになる（このため資金が足りなければデートにすら誘えないこともある）。
こうした「大人の恋物語」（説明書より）であるため、「ときめきメモリアル」タイプのゲームであるものの独特の特徴がある。まず、特定の女性キャラとの関係が悪化しても他のキャラへの関係への悪影響が波及することがないことがあげられる。このため、ゲームとしての難易度は低くなっているばかりか、二股や三股をかけることも容易になっている。そして、関係が深まるとデート後や旅行中に「親密デート」とよばれるデートに発展する。そこでは、キャラクターにもよるが、キスだけでなくその先のセックスも連想させる（例えば場面がホワイトアウトし、「……ん……」という女性キャラの台詞が出た後、ベッドに倒れこんだような「ドサッ」という効果音が出るなど）内容となっているため、「PSで可能なギリギリの表現」と評されている。
なお、本作は同年に発売された『ツアーパーティー 卒業旅行に行こう』の続編的な位置づけであり、一部のキャラは両方の作品に出演している。また、『ツアーパーティー』のデータがあれば、エンディング後に「おまけ2」が追加される。

## ゲームの流れ・目的
主人公はトレジアの新入社員であり、社内の機動部隊ともいえるプロジェクト推進部の一員として他の部署のサポートを行い、さまざまなプロジェクトを成功に導きつつ、社内の女性との関係を深めていくことになる。なお、プレイ期間は2年で、最終的には2年目の3月に行われるプロジェクトである「ウエディング」を成功されることが目的となる。これはこれまでの企画の成否や女性キャラとの親密さによって成否が左右される。最良のエンディングはこのプロジェクトを成功させ、かつ相手との結婚にこぎつけることであるが、女性との関係やプロジェクトの成果によっては「プロジェクトが成功し、出世するがふられる」パターンや「結婚できたが、プロジェクトが失敗してプロジェクト推進部は解散し、主人公も無職になる」こともある。
ゲームの流れを細かく分けると以下のようになる。
月単位
1年目の6月から各部署のプロジェクトに参加することになる。毎月始めに各部署のプロジェクトの一覧から参加したいものを選ぶ（参加しないこともできる）。その月の最終週にプロジェクトが発動し、その成否によって主人公の給与やボーナス、さらにエンディングが左右される。
週単位
平日は各部署のサポートを行う。サポートする部署は週の初めに決定する。参加しているプロジェクトに関係する部署を選ぶのが基本。土日や祝日および休暇中は1日単位の行動となり、デートに行ったり、買い物や各種のスクールで能力をあげたりすることができる。また、休日前の夜には女性キャラに電話して（最大三人まで）話をしたり、デートや旅行の約束をする。

## キャラクター

### 女性キャラクター
矢作 恵（やはぎ めぐみ）
声：荒木香恵
3月8日生まれ。血液型O型。身長165cm。3サイズはB84、W57、H83。
ゲーム開始時20歳。主人公とは同期。所属はAM（アミューズメント）事業部。短大を卒業後、トレジアに入社。入社試験で優秀な成績だったため、新入社員代表として挨拶した。一目ぼれしやすく、恋愛にも積極的だが、自意識過剰気味。基本的に明るく真面目で優しい性格だが、怒ると非常に冷たい口調になる。趣味はカラオケ、ドライブ、スキー。特技は美味しいコーヒーを淹れる事。後述する霧島佳澄とは短大時代からの親友。『ツアーパーティー』から引き続き登場し、イベントの中でそれをにおわせる発言もある。
霧島 佳澄（きりしま かすみ）
声：半場友恵
1月30日生まれ。血液型B型。身長164cm。3サイズはB86、W58、H87。
ゲーム開始時20歳。主人公とは同期。所属はグッズ事業部。以前からイラスト・デザインの仕事に就くことを希望しており、矢作の勧めもあってトレジアに入社する。しかし、内気な性格もあってやや自信がなく、仕事に対して不安を持っている。前述のように内気で恥かしがりやだが、親密になると積極的になる一面もある。趣味はイラストを描く事。特技はケーキ作り、紅茶を淹れる事。『ツアーパーティー』から引き続き登場。
秋月 杏子（あきづき きょうこ）
声：松本さち
2月16日生まれ。血液型O型。身長160cm。3サイズはB83、W56、H83。
ゲーム開始時18歳。所属は営業部。明朗活発で家庭的な性格。がんばり屋の苦労人だが、ポジティブな性格からそれを苦にしていない。実家は酒屋の秋月酒店。趣味はスポーツ。特技は家事全般、煮物。『ツアーパーティー』から引き続き登場。
神崎 真菜（かんざき まな）
声：南央美
12月22日生まれ。血液型B型。身長149cm。3サイズはB78、W54、H79。
ゲーム開始時23歳。主人公の先輩に当たる。所属は広報部。電脳系でマニアックな性格で、「オタク」と呼ばれることにも抵抗がない。広報の一環として自社キャラクターの「カリンちゃん電話」の声をする一方、社内LANの施設・管理も行う。ネットを通した情報収集や分析、イタズラが好き。童顔で背が低いため、補導されそうになったことも。趣味は対戦格闘ゲーム、パソコン、通販。特技はシステム構成。
阿賀野 奈緒（あがの なお）
声：橘ひかり
9月29日生まれ。血液型B型。身長157cm。3サイズはB81、W56、H82。
ゲーム開始時17歳。トレジアに関係しない唯一のキャラクターで、1年目のゴールデンウイークにあることをしなければ登場しない隠れキャラクター。1年目は高校3年生で、2年目も学生（学校の種類は不明）。気が強く自信過剰で、負けず嫌いでわがままで、「好きだからいじめる」という子どもっぽい性格だが、少しさびしがり屋でかわいらしいところもある。勝負事が好きで「勝負は勝つためにある」が持論。趣味はアクセサリー集め。特技は人のせいにする事、強がりを言う事。『ツアーパーティー』から引き続き登場（そちらでも隠しキャラクターだった）。
姫川 天音（ひめかわ あまね）
声：菊池志穂
2月22日生まれ。血液型O型。身長155cm。3サイズはB79、W57、H80。
ゲーム開始時17歳。トレジア入社希望の高校生で、2年目に入社し、総務部経理課に配属される。主人公とは1年目から出会うが攻略できるようになるのは2年目から。猫被った甘えん坊でドジなところがあるが、結構しっかりしている面もある。両親などからは進学を勧められるが、それを断ってデザインの仕事を志望してトレジアに就職する。趣味はぬいぐるみ集め。特技はお菓子作り、甘える事。
山下 志津香（やました しづか）
声：岡本麻弥
10月31日生まれ。血液型A型。身長168cm。3サイズはB88、W56、H86。
ゲーム開始時24歳。主人公の先輩に当たる。所属は総務部秘書課。才色兼備で、後輩の面倒見がよく社長からも一目置かれている。一方でパソコンは苦手でビジネススクールに通っている。趣味は競馬で、一度にかなりの金額をつぎ込むこともある。また、酒を飲みすぎると暴走して主人公に八つ当たりすることもある。簿記と秘書の資格を取得している。特技はピアノ演奏。
宝生 かおり（ほうしょう かおり）
声：桑島法子
4月15日生まれ。血液型B型。身長160cm。3サイズはB82、W55、H81。
ゲーム開始時22歳。トレジア社長。海外の大学を卒業後、トレジア社長に就任する。もともと父親の経営する「株式会社宝生」の一部門であったトレジアを成長させることが目的のキャリアウーマン。マイペースな性格で、自分の好きなことをしており、それが社風にも反映されている。趣味は血液型占い、ゴルフ。特技は英会話。

### 男性キャラクター
長部 洋次
声：岡和男
9月9日生まれ。血液型A型。身長170cm。
ゲーム開始時34歳。プロジェクト推進部部長で主人公直属の上司。基本的に真面目で堅苦しく完璧主義な性格だが、「若者文化の視察」と称して盛り場やファーストフードなどに行くこともあり、案外精神年齢は若い。妻と娘がいる。主人公に期待している。
馬場 晴夫
声：とべこーじ
12月3日生まれ。血液型AB型。身長175cm。
ゲーム開始時22歳。主人公と同期で所属も主人公と同じプロジェクト推進部。入社試験の際に試験用紙が無くなったり、研修期間中に社員食堂のすき焼き定食が品切れになったことなどを主人公のせいと決め付けたことから、主人公を勝手にライバル視する。他方、仕事のミスをフォローしたことを感謝しておごったりすることもある。キザで負けず嫌い。サボテンに名前をつけるだけでなく自分の子どものように話しかける趣味があり、主人公から「少しアブナイ趣味」と評される。彼に遭遇するとストレスが上昇してしまうのだが、イベント（バレンタインデーや社員旅行などはもちろん、会社の創立記念日にも）が近づくと必ず現れ、その度主人公のツッコミが入る。
響 史郎
声：とべこーじ
10月25日生まれ。血液型A型。身長185cm。
ヒーローショーなどに現れるギターを背負った謎の正義の味方。なぜか秋月家と対立している。『ツアーパーティー』から引き続き登場。

## 関連商品
- ゆうわくオフィス恋愛課 攻略&設定資料集（ソフトバンク）:ISBN 4-7973-0701-3